# العقبة (القفر)

تعديل مصدري - تعديل

العقبة محلة تابعة لقرية الكوال، التابعة لعزلة بني مبارز بمديرية القفر إحدى مديريات محافظة إب في الجمهورية اليمنية، بلغ تعداد سكانها 29 حسب تعداد اليمن لعام 2004.